# Yorck Polus

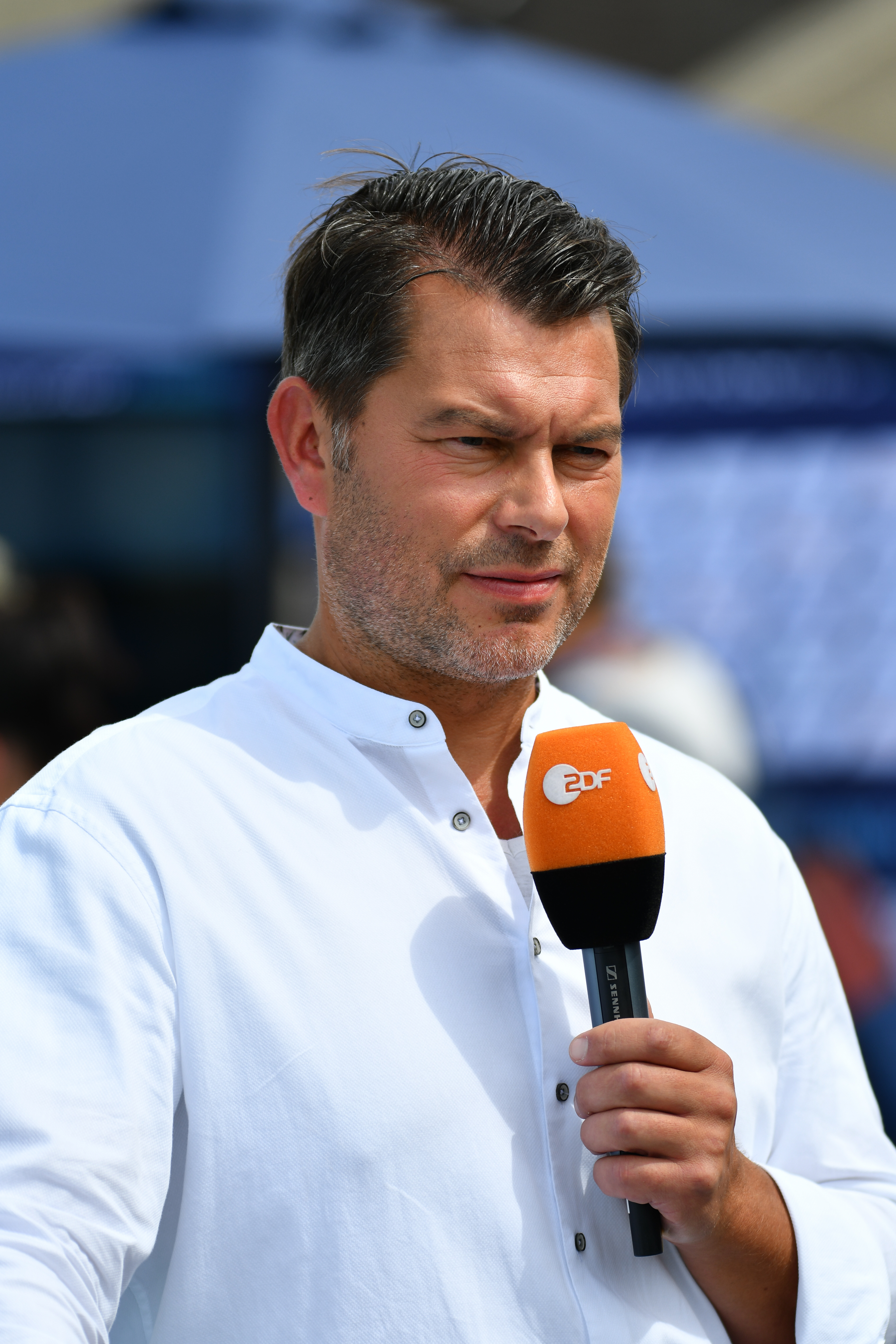
Yorck Polus bei der Berichterstattung der European Championships 2022

Yorck Polus (* 16. November 1970 in Waltrop) ist ein deutscher Sportjournalist.

## Leben
Schon als Kind fing Yorck Polus an zu rudern. Von 1983 bis 2010 war er als Leistungsruderer tätig mit nationalen und internationalen Erfolgen. Er wurde Deutscher Jugend-Meister im Rudern 1988, mit dem deutschen Hochschul-Achter Vierter bei der Universiade sowie Dritter bei den Studenten-Weltmeisterschaften. Daneben studierte er von 1991 bis 1996 Sportwissenschaft und Sportmedizin an der Universität Heidelberg und promovierte von 1996 bis 1998 an den Universitäten in Dortmund und Münster.
Von 2000 bis 2022 war Polus beim ZDF als Moderator, Live-Reporter und Redakteur in der Hauptredaktion Sport im Einsatz. Er moderierte vor allem Nordischen Skisport, Rudern, Kanu, Handball, Triathlon und Radsport. Ab 2002 berichtete er als Reporter von den Olympischen Spielen. Ab 2010 moderierte er die Paralympics. Von 2011 bis 2017 war er Stellvertreter des Redaktionsleiters der Sportstudio-Reportage. 2011 entwickelte er das Format SportXtreme, im Folgejahr übernahm er die Leitung der Sendung. Ab 2016 konzipierte, moderierte und leitete er die Sportstudio-Reportage extra. Von 2018 bis 2022 war er Redaktionsleiter der Sportstudio-Reportage. Am 1. Januar 2023 übernahm er die Leitung der ZDF-Hauptredaktion Sport.
Yorck Polus ist verheiratet und hat fünf Kinder. Er lebt in Castrop-Rauxel und Mainz.